# Elegías de varones ilustres de Indias

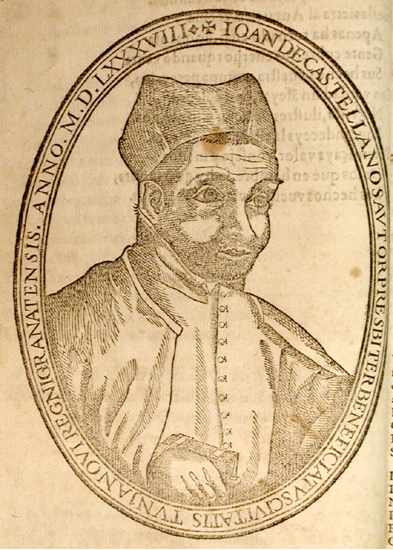
Juan de Castellanos

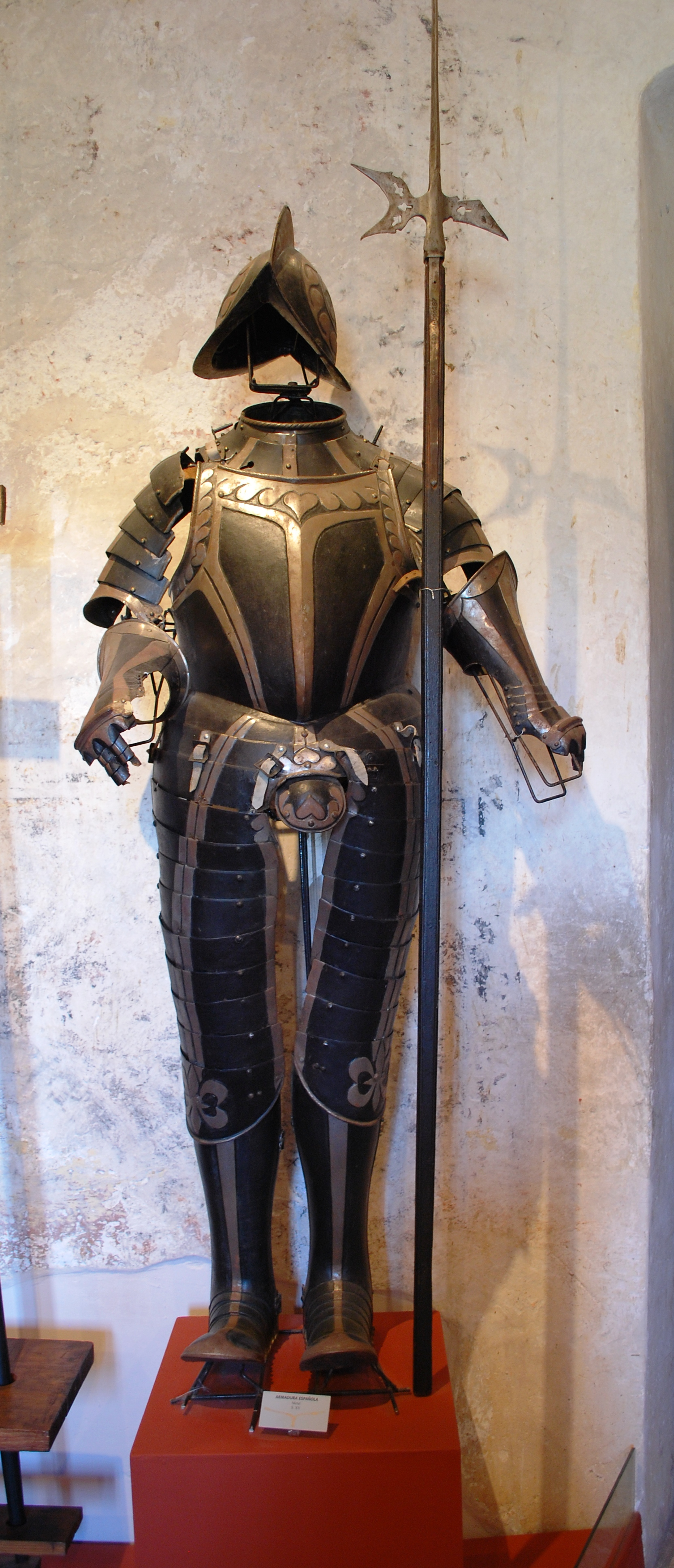
Hiszpańska zbroja z czasów podboju Ameryki z muzeum w Zinacantepec w Meksyku

Elegías de varones ilustres de Indias (Elegie o wybitnych mężach z Indii) – epos szesnastowiecznego hiszpańskiego duchownego i poety Juana de Castellanos. Utwór jest uważany za najobszerniejsze dzieło napisane po hiszpańsku. Liczy około 113 600 wersów. Opowiada o wybitnych osobistościach, które brały udział w odkryciu i skolonizowaniu przez Hiszpanów Ameryki. Pierwsza część poematu ukazał się w Madrycie w 1588. Epos jest napisany oktawą (po hiszpańsku nazywaną octava real), czyli strofą ośmiowersową pochodzenia włoskiego, układaną jedenastozgłoskowcem i rymowaną według wzoru abababcc. Strofa ta była podstawową formą epiki renesansowej i barokowej. Jako pierwszy zastosował ją w epice Giovanni Boccaccio. W Hiszpanii używał jej Juan Boscán Almogaver. Najważniejszym przykładem wykorzystania oktawy w literaturze hiszpańskojęzycznej Złotego Wieku pozostaje Araukana Alonsa de Ercilla y Zúñiga.

A cantos elegíacos levanto
Con débiles acentos voz anciana,
Bien como blanco cisne que con canto
Su muerte soleniza ya cercana:
No penen mis amigos con espanto,
Por no lo comenzar mas de mañana;
Pues suelen diferir buenos intentos
Mil varios y diversos corrimientos.